# L'Ombre du vent
L'Ombre du vent (titre original : La sombra del viento) est le premier roman pour adultes de Carlos Ruiz Zafón. Publié en 2001 et traduit en français en 2004, ce roman historique mêle suspense, amour et littérature, alors que la vie du personnage principal, Daniel Sempere se passionne pour un roman intitulé L'Ombre du vent écrit par Julián Carax.
Traduit en trente-six langues différentes, ce livre est devenu un best-seller mondial, avec plus de douze millions d'exemplaires vendus.

## Résumé
L'histoire se situe dans la Barcelone de l'après-guerre, avec pour personnage principal un jeune homme, Daniel Sempere, jeune garçon orphelin de sa mère. Peu de temps après la guerre, le père du jeune Daniel le conduit au Cimetière des livres oubliés, une bibliothèque secrète, immense, renfermant des œuvres anciennes oubliées, amoureusement protégées par quelques initiés. Selon la tradition, chaque nouvel initié doit prendre soin d'un livre. Daniel choisit L'Ombre du Vent de Julián Carax. De retour à la maison, il se plonge dans la lecture et s'interroge sur la genèse du récit et la vie de l'auteur. Subjugué, il tente en vain de trouver d'autres livres de cet auteur méconnu. Dès lors, apparaît le personnage énigmatique de Laín Coubert qui est à la recherche de livres de Carax afin de les acheter pour pouvoir les brûler.
La recherche de Daniel va le conduire à découvrir par bribes la vie de Julián Carax ; sa vie de lycéen, ses relations, son amour pour Penélope Aldaya. Il va être aidé par Fermín Romero de Torres, personnage hors du commun : lorsque Daniel fait sa connaissance, Fermín est un vagabond. Il prétend avoir été un agent secret au service du gouvernement catalan, avoir été emprisonné et torturé dans la sinistre prison de Montjuïc.Il se révèle être particulièrement efficace tant à la librairie qu'aux côtés de Daniel. L'inspecteur Fumero, aux méthodes expéditives, sera leur principal antagoniste.
Petit à petit, les recherches vont permettre de retracer l'histoire de Julián Carax et de son amour pour Penélope. Son père, le chapelier Antoni Fortuny, mène une vie effroyable à sa femme Sophie Carax et à son fils Julián. Penélope Aldaya est la seule fille du richissime don Ricardo Aldaya. Leur amour va rester clandestin pendant environ quatre années. Peu avant de décider de fuir à Paris, leur relation est découverte par don Ricardo : ivre de fureur, il séquestrera sa fille et Julián partira seul à Paris. Miquel Moliner, ami de Julián, sacrifie ses aspirations pour lui permettre de rejoindre Paris et de survivre dans la capitale. Les livres qu'il écrit n'ont pas le succès escompté et, au cours des années 1930, il décide de revenir à Barcelone. Nuria Montfort, dans une missive remise à Daniel, fera la lumière sur le mystère Julián Carax-Laín Coubert.
« Dans les pas perdus de Carax, je reconnaissais maintenant les miens, déjà irréversibles... (je) pressai le pas en priant pour qu'il ne soit pas trop tard et que Bea, la Bea de mon histoire soit toujours là à m'attendre ». À la fin du roman, on apprend que Daniel épouse Bea, après avoir fini d'écrire son roman ; Fumero finit tragiquement. Daniel, qui a prénommé son fils Julián, accompagne celui-ci au Cimetière des livres oubliés.

## Personnages
- Daniel Sempere est le personnage principal et narrateur du roman.  Né en 1935, il devient orphelin de sa mère à l'âge de 4 ans. Son père, libraire, fait découvrir à Daniel le Cimetière des livres oubliés : Daniel choisira dans ce lieu le livre "L'Ombre du Vent" de Julián Carax et se donnera pour mission de sortir ce livre de l'oubli. Ce défi le suit tout au long du roman jusqu'à l'âge adulte.
- Monsieur Sempere est le père de Daniel : il est veuf et librairie spécialisé dans les livres rares et précieux.
- Julián Carax est le personnage le plus mystérieux de l'histoire : toutes les intrigues tournent autour de lui. Il est l'auteur de quelques livres dont "L'Ombre du Vent". Fils d'un adultère, il est marqué par une éducation catholique et se passionne pour les arts et plus particulièrement l'écriture. Il commence à écrire des romans particulièrement lorsqu'il rencontre Pénélope Aldaya. Peu à peu, il se renferme autour de ses livres et de ses souvenirs.
- Fermín Romero de Torres est vagabond lorsque Daniel le rencontre . Il sera employé à la librairie Sempere et deviendra un grand ami de la famille.
- Francisco Javier Fumero est inspecteur de la Brigade Criminelle. Durant son enfance, étant le fils du concierge du collège San Gabriel, il y rencontre Julián Carax. Il tombe amoureux de Penélope Aldaya et souhaite se venger lorsqu'il apprend qu'elle entretient une liaison avec Julián Carax. Comparé à une araignée qui tisse sa toile pour piéger ses victimes, c'est le principal antagoniste qui consacre sa vie à vouloir assouvir son désir de vengeance en cherchant à tuer Carax, qui lui a volé la femme dont il était amoureux.
- Tomás Aguilar est le meilleur ami de Daniel et frère de Beatriz.
- Beatriz Aguilar est la sœur de Tomás, elle est encore jeune étudiante et d'une grande beauté. Elle est étroitement surveillée par son père et son frère. Avant d'épouser Daniel, elle était fiancée à un officier franquiste.
- Clara Barceló, nièce du riche Don Gustavo Barceló, est aveugle et d'une grande beauté. Pendant plusieurs années, le jeune Daniel vient dans la maison de son oncle pour lui faire la lecture. Il sera très affecté par la découverte de la liaison qu'elle entretient avec son professeur de piano.
- Adrián Neri, professeur de piano de Clara.
- Miquel Moliner est un condisciple de Julián Carax et devient un fidèle ami. Il sacrifiera sa vie pour Julián.
- Fernando Ramos, condisciple de Julián Carax, il devient prêtre. Il aide Daniel dans sa quête sur la vie de Julián Carax.
- Jorge Aldaya, est également un condisciple  plutôt lunatique de Julián Carax. C'est le frère aîné de Penélope et également le demi-frère de Julián par leur père. Il meurt à Paris en 1936.
- Penélope Aldaya, femme d'une sublime beauté, est décrite comme un "ange de lumière". C'est un coup de foudre qui l'unit à Julián Carax. Cette passion sera interrompue par l'intervention du père qui séquestrera sa fille jusqu'à ce que mort s'ensuive. Elle donnera naissance à David, fruit de son union avec Julián. Plus tard dans le roman on apprend que Juliàn et Pénélope sont frère et sœurs.
- Jacinta Coronado a été la gouvernante dévote de Penélope Aldaya. Chassée de la famille après ce scandale, elle trouvera refuge dans un hospice ; son aide sera précieuse pour Daniel.
- Nuria Monfort, intelligente, femme fatale, elle travaille à la maison d'édition qui publie les livres de Julián Carax. Elle tombe amoureuse de l'auteur et fera tout pour protéger et la personne et l'œuvre. Elle est la fille d'Isaac, qui détient les clés du Cimetière des livres oubliés. Elle épouse Miquel Moliner, l'ami de Julián.

## Prix reçus

### Espagne
- Prix des lecteurs de La Vanguardia en 2002
- Finaliste du Prix Llibreter 2002
- Finaliste du Prix du roman Fernando Lara 2001

### France
- Prix du meilleur livre étranger en 2004

### Québec
- Prix des libraires du Québec, catégorie roman hors Québec, 2005

## Éditions imprimées

### Édition originale en espagnol
- (es) Carlos Ruiz Zafón, La sombra del viento, Barcelone, Planeta Editorial, 24 mai 2001, 565 p. (ISBN 978-84-08-04364-5)

### Éditions en français
- Carlos Ruiz Zafón (auteur) et François Maspero (traducteur), L'Ombre du vent [« La sombra del viento »], Paris, Grasset, 1er avril 2004, 524 p. (ISBN 978-2-246-63161-3, BNF 39152432)
- Carlos Ruiz Zafón (auteur) et François Maspero (traducteur), L'Ombre du vent [« La sombra del viento »], Paris, Librairie générale française, coll. « Le Livre de poche » (no 30473), 4 janvier 2006, 636 p. (ISBN 978-2-253-11486-4, BNF 40088875)
- Carlos Ruiz Zafón (auteur) et François Maspero (traducteur) (trad. de l'espagnol), L'Ombre du vent [« La sombra del viento »], Arles, Actes Sud, coll. « Lettres hispaniques », 6 novembre 2019, 517 p. (ISBN 978-2-330-12924-8, BNF 45847628)
- Carlos Ruiz Zafón (auteur) et François Maspero (traducteur), L'Ombre du vent [« La sombra del viento »], Arles, Actes Sud, coll. « Babel » (no 1691), 4 novembre 2020, 576 p. (ISBN 978-2-330-13561-4)

## Livres audio en français
- Carlos Ruiz Zafón (trad. François Maspero), L'Ombre du vent : texte intégral [« La sombra del viento »], La Bazoge, CdL éditions, 18 juillet 2010 (ISBN 978-2-35383-114-2)Narrateur : Christian Brouard ; support : 2 disques compacts audio MP3 ; durée : 17 h 49 min environ.
- Carlos Ruiz Zafón (trad. François Maspero), L'Ombre du vent [« La sombra del viento »], Paris, Audiolib, 4 juillet 2012 (ISBN 978-2-35641-490-8, BNF 42698661, présentation en ligne)Narrateur : Frédéric Meaux, avec la participation de Valérie Lemaître ; support : 2 disques compacts audio MP3 ; durée : 18 h 30 min environ ; référence éditeur : Audiolib 25 0563 4.